# Aeroportul Huaihua Zhijiang
Aeroportul Huaihua Zhijiang (IATA: HJJ, ICAO: ZGCJ) este un aeroport din Zhijiang Dong Autonomous County⁠(d), Huaihua⁠(d), Hunan, Republica Populară Chineză ce deservește zona Huaihua⁠(d). Aeroportul a fost tranzitat în 2022 de 127.087 de pasageri. A fost numit după zona deservită.
Aeroportul dispune de o singură pistă.